# Presentazione al Tempio (Prunati)
Presentazione al Tempio è un dipinto del pittore veronese Sante Prunati, realizzato con la tecnica della pittura a olio su tela, conservato nel Museo di Castelvecchio a Verona.